# Длужець (Мронґовський повіт)
Длужець (пол. Dłużec, нім. Langendorf) — село в Польщі, у гміні Пецки Мронґовського повіту Вармінсько-Мазурського воєводства.
Населення — 255 осіб (2011).

## Демографія
Демографічна структура станом на 31 березня 2011 року:
|          | Загалом | Допрацездатний вік | Працездатний вік | Постпрацездатний вік |
| -------- | ------- | ------------------ | ---------------- | -------------------- |
| Чоловіки | 139     | 30                 | 100              | 9                    |
| Жінки    | 116     | 23                 | 73               | 20                   |
| Разом    | 255     | 53                 | 173              | 29                   |